# Фенакіт

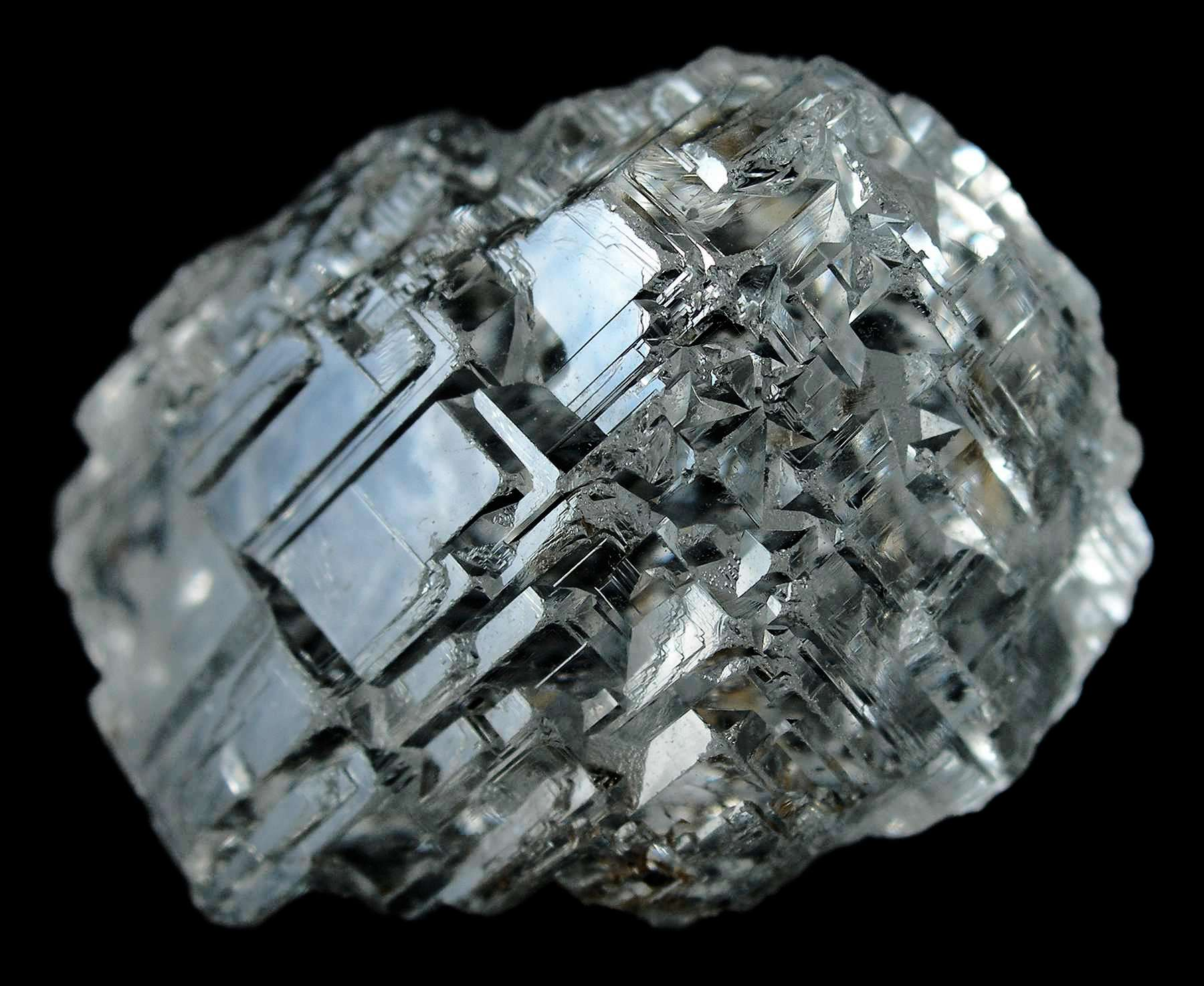
Фенакіт

Фенакі́т — мінерал класу силікатів. Ортосилікат берилію. Фенакіт — порівняно рідкісний мінерал, що містить цінний метал берилій, який легко з нього дістають, тому фенакіт являє інтерес для промисловості; використовують як дорогоцінний камінь.
Назва — від грецьк. «фенакс» — обманщик (помилково може бути прийнятий за кварц).

## Історія відкриття
Вперше фенакіт виявлений у Росії, на Уралі, в XIX ст. директором Катеринбурзької гранильної фабрики Яковом Коковіним. Опис мінералу виконаний у 1833 р. шведським геологом Н. Норденшельдом (1832—1901, N.Nordenskiöld).

## Загальний опис

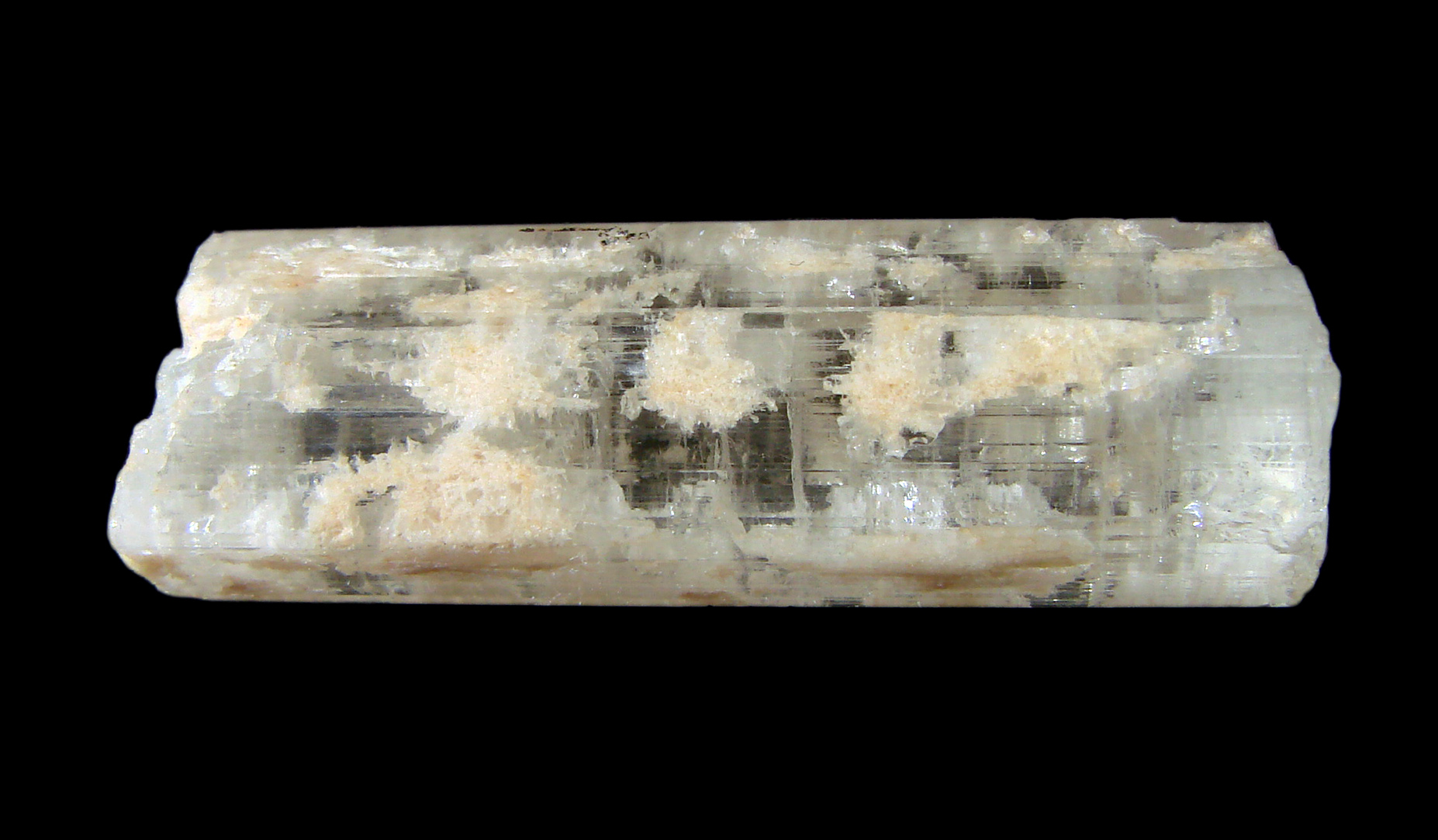
Кристал фенакіту (довжина близько 3 см)

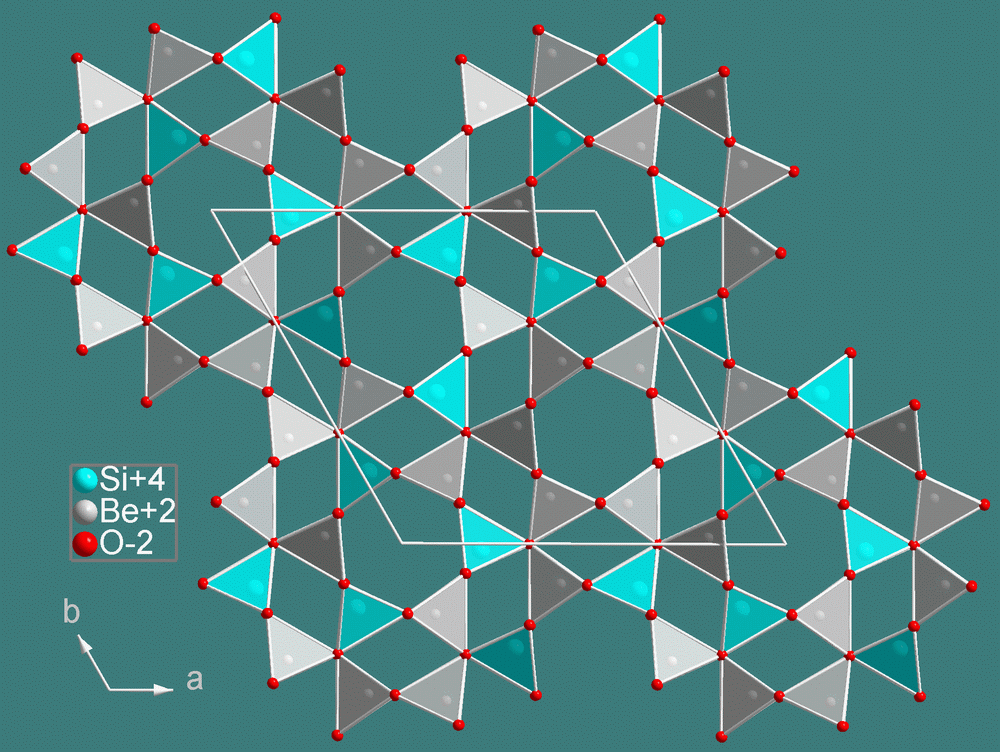
Кристалічна структура фенакіту

Хімічна формула: Be2SiO4.
Містить (%): ВеО — 45,55; SiO2 — 54,45, незначні домішки Al2О3, MgO, СаО, Na2O, також Fe, Ge, В, TR.
Сингонія — тригональна. Ромбоедричний вид. Утворює ромбоедричні, короткопризматичні кристали, зростки кристалів, друзи, вростки у породу.
Риса — біла.
Густина — 2,93-3,00. Твердість 7,5-8,0.
В природі фенакіт зустрічається у вигляді кристалів ромбоедричної або призматичної форми, часті друзи, щітки то голчасті агрегати фенакіту. Безбарвний або білий, жовтий, рожевий, бурий. Блиск скляний, масний. Прозорий. Домішка магнію надає мінералу червоного, винно-жовтого, рожевого кольору. Твердість 7,5-8. Крихкий.

## Поширення
Поширений мінерал пегматитів, де зустрічається разом з берилом, топазом, амазонітом, адуляром, гематитом, а також у гідротермальних жилах.
Знахідки: кантон Валліс (Швейцарія), Крагерьо (Норвегія), Урал (РФ), Узагара (Сх. Африка), ПАР, штат Мінас-Жерайс (Бразилія), округ Чаффі, штат Колорадо; Оксфорд, штат Мен; Керол, штат Нью-Гемпшир; Амелія, штат Вірджинія (США).
Родовища фенакіту відкриті у Норвегії, Бразилії, Намібії, Зімбабве.
Є на території України (зокрема, на Волині, у Кривому Розі).

## Переробка і застосування
Збагачується флотацією з послідовним гідрометалургійним переділом.
Фенакіт — берилієва руда, деякі прозорі відміни фенакіту використовують у ювелірній справі.